# Hanggang Makita Kang Muli
Hanggang Makita Kang Muli (En ingles; Until We Meet Again, En español; Cautiva) es una serie de televisión filipina transmitida por GMA Network desde el 7 de marzo hasta el 15 de junio de 2016. Está protagonizada por Bea Binene, Derrick Monasterio, Raymart Santiago, Angelika de la Cruz y con las participaciones antagónicas de Ina Feleo y Kim Rodriguez.
La cadena peruana Panamericana Televisión anunció esta telenovela bajo el nombre de Cautiva y es la tercera producción filipina y la primera de GMA Network a emitirse en América Latina.
La telenovela se estrenó el martes 14 de febrero de 2017 por Panamericana Televisión de Perú, iba de lunes a viernes a las 16:30 horas y sostuvo una primera semana con grandes resultados: con picos de audiencia de hasta cinco de índice de audiencia.
Su transmisión en Perú culminó el 17 de abril de 2017. Logró culminar exitosamente sus transmisiones, llegando, en reiteradas ocasiones, a competir por el segundo lugar de la franja horaria con picos de 6.5 de índice de audiencia.
Debido a su inusitado éxito y a que su historia conmovió a los peruanos, se emitió por segunda vez, por el mismo canal desde el 15 de mayo de 2017 de lunes a viernes a las 19:00 horas hasta el 28 de julio de 2017.
En el año 2017 fue transmitida en Ecuador cautivado a todo el público siendo la primera telenovela de Filipinas trasmitida en Ecuador. Desde ese entonces el público ecuatoriano se ha enamorado de muchas otras producciones filipinas como Onanay. 

## Argumento
Evelyn y Larry son una pareja casada con una hija llamada Ana quien desaparece, así que los padres emprenden una búsqueda durante meses; sin embargo, no logran hallarla. Evelyn y Larry se culpan mutuamente de lo sucedido y al final se separan. Después, se descubre que una mujer llamada Odessa, quien está obsesionada por Larry, fue la que secuestró a su hija. Su propósito separar a Larry de su esposa. Ella escondió a la chica en un granero en medio del bosque. Durante su cautiverio, Ana es aislada de cualquier interacción humana. Como resultado, la chica no aprende a comunicarse ya que sus habilidades sociales y cognitivas nunca fueron desarrolladas.
Cerca a cumplir 18 años, Ana escapa de la granja. Al salir del bosque, se tropieza con Calvin, un estudiante de arquitectura. Por miedo, Ana huye, pero cae en un acantilado. Es rescatada por Calvin y este la lleva su casa. Él lleva a Angela (nombre que le puso en recuerdo a novia, quien murió un tiempo antes) a la casa de su madrina, una psiquiatra que resulta ser Evelyn. Lamentablemente, Angela sufre un accidente a causa de Cler (la hija adoptiva de Evelyn) quien la saca de la casa. Después, ella es derivada a otro psiquiatra, Francis (padre de Calvin) quien utiliza métodos ilegales como el electroshock durante su tratamiento.

## Elenco

### Elenco principal
- Bea Binene como Ana Isabelle Medrano / Angela.
- Derrick Monasterio como Calvin Manahan.
- Angelika de la Cruz como Dra. Evelyn Esguerra-Medrano.
- Raymart Santiago como Larry Medrano.
- Kim Rodriguez como Claire Sandoval-Esguerra.

### Elenco secundario
- Ina Feleo como Odessa Luna / Margaret.
- Jak Roberto como Elmo Manahan-Villamor.
- Frank Magalona como Bernard Vivas.
- Elle Ramírez como Charmaine "Charm" Alvarez.
- Marco Alcaraz como Dominic Reyes.
- Jodense Valenciano-Escudero como Vincent del Castillo.
- Dexter Doria como Manang Yolanda.
- Ramon Christopher como Dr. Francisco "Francis" Manahan.
- Avery Paraiso como Marlon Santos.
- Kevin Sagra como Jomar.
- Shyr Valdez como Helen Esguerra.
- Luz Valdez como Conching Ramirez.
- Rita Avila como Glenda Manahan.
- Coleen Perez como Mylene Esguerra-Medrano.
- Kyle Vergara como Engr. Louie del Castillo.